# Albert Lordet
Pour les articles homonymes, voir Lordet.
 (février 2024).
Si vous disposez d'ouvrages ou d'articles de référence ou si vous connaissez des sites web de qualité traitant du thème abordé ici, merci de compléter l'article en donnant les références utiles à sa vérifiabilité et en les liant à la section « Notes et références ».
Albert Lordet, né sans doute à Chirac et mort en 1361, est un évêque français. Il fut en effet évêque de Mende où son nom est également resté dans le vocable comme Aldebert VI de Lordety. L'accession à l'évêché lui a également conféré le titre de comte de Gévaudan, ce titre étant dévolu aux évêques de Mende, depuis l'acte de paréage signé en 1307 par le roi et Guillaume VI Durand.

## Biographie
Albert est issue de la famille Lordet, une famille noble originaire de Chirac, à quelques kilomètres de Marvejols, siège d'un prieuré-monastère qui est ensuite devenu le village du Monastier. Avant son élection à l'évêché, il occupait le poste de d'archidiacre de Mende. Il succéda, en 1331, à Jean II d'Arcy nommé évêque d'Autun.
C'est durant son épiscopat que sévit en Gévaudan, comme partout en Europe, l'épidémie de peste de 1348. Il meurt sans doute en 1361, et c'est son neveu Guillaume VII Lordet qui lui succède, l'année suivante.